# Casal

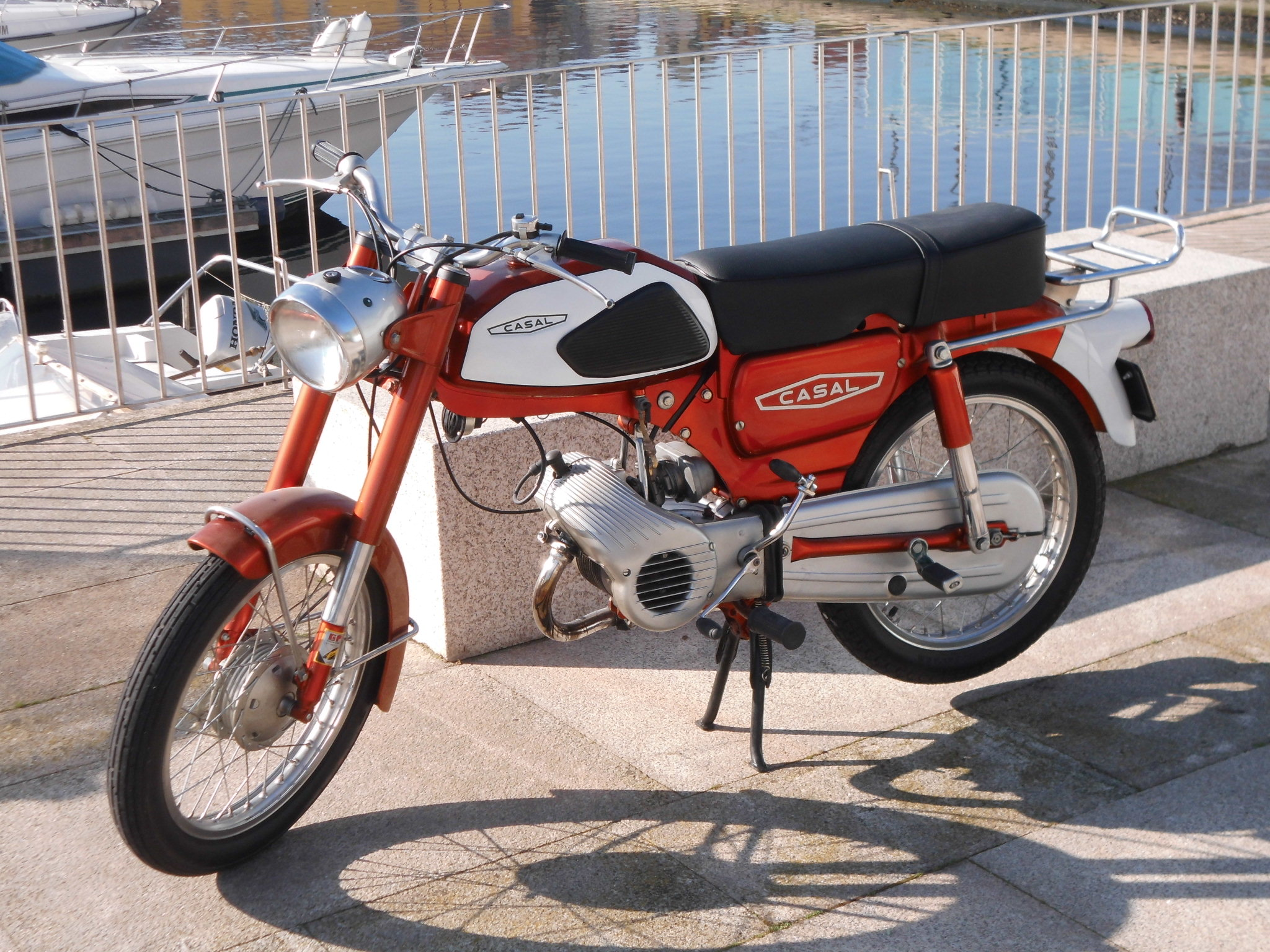
Casal K181

Casal is een Portugees historisch merk van motorfietsen.
De bedrijfsnaam was: Metalurgia S.A.R.L, later Metalurgia Casal S.A.R.L, Aveiro.
Het familiebedrijf Casal begon al in 1953 kleine stationaire motoren voor agrarische bedrijven te maken. Later werden daaruit ook motoren voor de eigen lichte motorfietsen ontwikkeld. Ook dat waren nog pure transportmotorfietsen bestemd voor de boerenbevolking, maar later ging met ook sportievere modellen voor jeugdige gebruikers maken.
In 1967 begon men met de productie van lichte tweetaktscooters en motoren. De eerste motorblokjes hadden erg veel weg van Zündapps, niet verwonderlijk omdat de constructeurs regelrecht bij Zündapp waren weggekocht.
Later werden er 49- tot 124 cc tweetakten gemaakt en ook 248cc-terreinmotoren. Casal was enige jaren succesvol in de wegrace. In Nederland zijn behalve bromfietsen nauwelijks Casals verkocht.